# Klaus-Dieter Hommel
Klaus-Dieter Hommel (* 20. April 1957 in Herten in Westfalen) ist ein ehemaliger deutscher Gewerkschaftsfunktionär. Er war Vorsitzender der Eisenbahn- und Verkehrsgewerkschaft und stellvertretender Aufsichtsratsvorsitzender der Deutschen Bahn.

## Leben
Klaus-Dieter Hommel machte 1978 eine Ausbildung bei der Deutschen Reichsbahn als Fahrdienstleiter und absolvierte ein Fernstudium der Verkehrskybernetik. Zuletzt war er Dienststellenleiter im Cottbusser Hauptbahnhof.
1990 gehörte Hommel zu den Gründungsmitgliedern des Ost-Zweigs der 1948 gegründeten Gewerkschaft Deutscher Eisenbahnbeamter, Arbeiter und Angestellten GDBA-Ost, deren Vorsitzender er später wurde. Zum 1. Dezember 2010 fusionierte die GDBA mit der DBG-Gewerkschaft Transnet zur Eisenbahn- und Verkehrsgewerkschaft (EVG). Hommel wurde stellvertretender Vorsitzender. Im Dezember 2020 wurde er auf einem digitalen außerordentlichen Gewerkschaftstag als Nachfolger von Torsten Westphal Vorsitzender der Gewerkschaft.
In der EVG war Klaus-Dieter Hommel zuständig für Grundsatzpolitik, Kommunikation, Digitalisierung und Bildung sowie Vertretung der EVG gegenüber Politik und Öffentlichkeit. Er war qua Amtes als EVG-Vorsitzender zudem Mitglied im DGB-Bundesvorstand. Klaus-Dieter Hommel gehört zu den Initiatoren des Bündnis für unsere Bahn von der Bundesrepublik Deutschland als Eigentümer, der Deutschen Bahn als Arbeitgeber und Arbeitnehmern, um in der Corona-Krise einem befürchteten Job-Abbau zu begegnen.
Im September 2022 schied Hommel aus dem Aufsichtsrat der Deutschen Bahn AG aus, dem er 19 Jahre angehört hatte. Zuletzt hatte er die Funktion des stellvertretenden Vorsitzenden inne. Von Ende Juli 2022 bis September 2022 führte er vorübergehend die mit dem Aufsichtsratsvorsitz verbundenen Geschäfte. Beim ordentlichen Gewerkschaftstag der EVG im Oktober 2022 trat Hommel bei der Wahl zum Vorsitzenden nicht mehr an und der zuvor stellvertretende Vorsitzende Martin Burkert wurde zu seinem Nachfolger gewählt. Damit trat er in den Ruhestand.
Hommel ist zum zweiten Mal verheiratet und hat vier erwachsene Kinder.